# Vicus Censorius
Il Vicus Censorius (vico Censorio) era una strada dell'antica Roma che collegava il Ponte Cestio e il Ponte Fabricio sull'isola Tiberina. Era l'unico vicus dell'isola.
È citato nella Base Capitolina e in altre due epigrafi rinvenute poco lontano come vicus Censori.
Probabilmente, era così chiamato da un antico membro della gens Censoria, il cui primo rappresentante noto è Gaio Censorio Nigro vissuto nel II secolo a.C.

## Descrizione
Il vicus corrispondeva all'odierna strada di collegamento tra i due ponti, passando per il lato settentrionale di piazza di San Bartolomeo all'Isola.